# Треде, Герхард
Герхард Треде (нем. Gerhard Trede; 17 января 1917, Гамбург, Германия — 30 сентября 1996, там же) — немецкий композитор, сочинявший музыку для многих фильмов и телевизионных программ.

## Биография
Родился 17 января 1917 года в Гамбурге, Германия.
В 1950-х—1980-х годах Треде сочинял для различных немецких телевизионных программ («Немецкое еженедельное обозрение») и документальных фильмов («The Wild, Wild World of Animals»), а также сочинял музыку для библиотеки Selected Sound, музыку которой использовали в телепередачах, на радио и в кино. Большое количество его работ были приобретены немецкой компанией Sonoton, которая сформировала «коллекцию Треде». Он также работал под псевдонимом Виктор Кавини.
Был женат. Скончался 30 сентября 1996 года, в больнице Barmbek в Гамбурге, от сердечной недостаточности. В 1999 году был основан фонд имени Треде.
Лицензия на использование музыки Треде была предоставлена разработчикам игр Fallout 3 и Fallout: New Vegas и мультсериала «Губка Боб Квадратные Штаны».